# Ancy Sojan Edappilly
Ancy Sojan Edappilly (* 1. März 2001 in Thrissur, Kerala) ist eine indische Leichtathletin, die sich auf den Weitsprung spezialisiert hat.

## Sportliche Laufbahn
Erste internationale Erfahrungen sammelte Ancy Sojan Edappilly im Jahr 2022, als sie bei den Commonwealth Games in Birmingham mit einer Weite von 6,25 m in der Qualifikationsrunde ausschied. Zuvor siegte sie mit 6,44 m beim Qosanov Memorial. Im Jahr darauf belegte sie bei den Asienmeisterschaften in Bangkok mit 6,41 m den vierten Platz. Im Oktober gewann sie bei den Asienspielen in Hangzhou mit 6,63 m die Silbermedaille hinter der Chinesin Xiong Shiqi. 2025 gewann sie bei den Asienmeisterschaften in Gumi mit 6,33 m die Silbermedaille hinter der Iranerin Reyhaneh Mobini Arani. Anschließend belegte sie bei den World University Games in Bochum mit 6,29 m den achten Platz im Weitsprung und gelangte mit der indischen 4-mal-100-Meter-Staffel mit 45,06 s auf Rang sieben.
In den Jahren von 2022 bis 2024 wurde Sojan Edappilly indische Meisterin im Weitsprung.

## Persönliche Bestleistungen
- Weitsprung: 6,71 m (+0,1 m/s), 2. September 2024 in Bengaluru